# أندريا كورادو
أندريا كورادو (بالإيطالية: Andrea Corrado)‏ هو مالك سفن ‏ إيطالي، ولد في 15 أكتوبر 1873 في ألبيسولا مارينا في إيطاليا، وتوفي في 1963 في جنوة في إيطاليا.